# Trifonia Melibea Obono

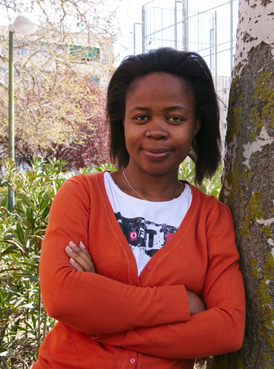
Melibea Obono

Trifonia Melibea Obono (geb. 27. November 1982 in Afaetom, Evinayong) ist eine Schriftstellerin, Politikwissenschaftlerin und LGBTQI+-Aktivistin. Ihr Roman La Bastarda ist der erste Roman einer Schriftstellerin aus Äquatorialguinea, welcher ins Englische übersetzt wurde.

## Leben

### Ausbildung
Obono erwarb einen Abschluss in Political Science & Journalism an der Universität Murcia und studierte dort auch für einen Master in International Development (Internationale Entwicklung). Sie ist Professorin am Department of Social Sciences an der National University of Equatorial Guinea (UNGE, National University of Equatorial Guinea) in Malabo, sowie seit 2013 als Dozentin am Zentrum für Afro-Hispanische Studien der Universidad Nacional de Educación a Distancia (UNED). Sie arbeitet an einem Ph.D. an der Universität Salamanca zu Gender and Equality (Gender und Gleichheit). Obono verfasste Texte zum Leben von Frauen im spanischsprechenden Afrika, gesehen durch postkoloniale und afrikanische Perspektiven.

### Schriftstellerkarriere
Obono hat vier Romane in Spanisch veröffentlicht: Las mujeres hablan mucho y mal (2019, „Frauen sprechen viel und schlecht“), La albina del dinero (2017, Albino des Geldes), Yo no quería ser madre (2016, Ich möchte nicht Mutter sein), La Bastarda (2016, Die Bastardin). Alle ihre Werke beschäftigen sich mit Themen von Frauenrechten, Gender und Sexualität. Obono wurde als eine der mutigsten Schriftstellerinnen bezeichnet aufgrund der Konfrontationen wegen dieser Themen. Ihr Werk beschäftigt sich auch mit dem Vermächtnis spanischer Kolonisation in Afrika und Obono ist eine Expertin zur Geschichte von 'Spanisch-Guinea'. Ihr Werk ist ein wichtiger Beitrag für schwarzafrikanische, spanischsprachige, atlantische Kulturen.
La Bastarda ist der erste Roman einer Frau aus Äquatorialguinea, welcher ins Englische übersetzt wurde. Aufgrund ihrer lesbischen Protagonistin ist das Buch derzeit in Äquatorialguinea verboten. Es wurde von Lawrence Schimel übersetzt; ein Auszug ist in der Anthologie New Daughters of Africa (herausgegeben von Margaret Busby) enthalten.

### LGBTQ+-Aktivismus
Obono äußert sich offen zu Menschenrechtsthemen im Zusammenhang mit LGBTQ+ in Äquatorialguinea. Sie nutzt auch ihre literarische Arbeit als Aktivismus und indem sie für ihre Akteure LGBTIQ+-Charactere verwendet, bietet sie Repräsentation für andere Menschen, welche nicht heterosexuell sind. Sie hat über die Tabus geschrieben, welche dazu führen, dass in ihrem Heimatland über Homosexualität nicht gesprochen wird und nutzt ihre Plattformen um dieses Verhalten als falsch zu brandmarken. Obono selbst ist bisexuell.

### Ehrungen
- 2019 – Global Literature in Libraries Initiative Award.[19]
- 2019 – Ideal Woman Award (Equatorial Guinea).[20]
- 2018 – International Prize for African Literature.[21]